# Raid de 2024 contre l'ambassade du Mexique en Équateur
Le raid de 2024 contre l'ambassade du Mexique en Équateur survient le 5 avril 2024 lorsque l'ambassade du Mexique à Quito, en Équateur, est attaquée par la police et les forces militaires équatoriennes, en violation de la Convention de Vienne de 1961 sur les relations diplomatiques et de la Convention de Caracas de 1954 sur l'asile diplomatique (en).
L'attaque, survenue après une période de tensions croissantes entre les deux pays, a pour but d'arrêter l'ancien vice-président de l'Équateur, Jorge Glas, condamné pour corruption et résidant à l'ambassade depuis le 17 décembre 2023. Il obtient l'asile politique quelques heures avant l'attaque.
L'assaut conduit le Mexique à rompre ses relations avec l'Équateur (en). Le lendemain, le Nicaragua emboîte le pas en solidarité avec le Mexique.

## Contexte

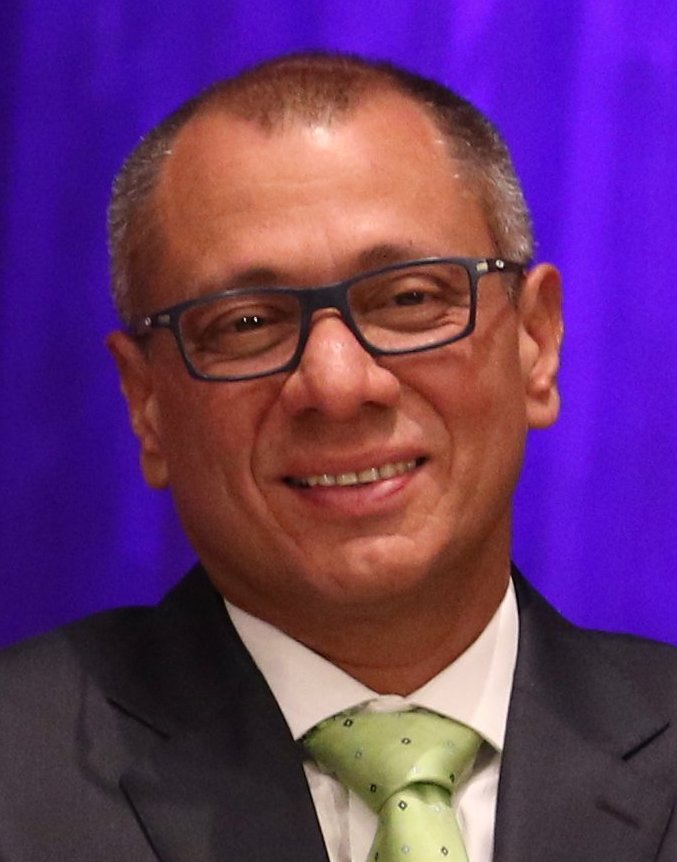
Jorge Glas en 2017.

En décembre 2023, l'ancien vice-président équatorien Jorge Glas, qui est vice-président sous les présidents Rafael Correa et Lenín Moreno, entre à l'ambassade du Mexique à Quito pour demander l'asile, alléguant des persécutions politiques. L'ancien vice-président est condamné, en décembre 2017, à huit ans de prison pour deux peines : l'une de six ans pour association illicite et une autre de huit ans pour corruption. En novembre 2022, Jorge Glas est libéré, mais ne peut pas quitter le pays pendant le reste de sa peine. Ensuite, le bureau du procureur général déclare qu'il insiste pour inculper Glas dans le cadre de l'affaire impliquant des fonds publics collectés pour aider à la reconstruction de la province de Manabí après le tremblement de terre de 2016.
Le 3 avril 2024, le président du Mexique, Andrés Manuel López Obrador, fait allusion lors d'une conférence de presse au fait que Luisa González, la candidate présidentielle du Mouvement révolutionnaire citoyen pro-Correa, a un avantage dans les sondages pour les élections générales équatoriennes de 2023, mais qu'après le meurtre de Fernando Villavicencio, ses chiffres dans les sondages chutent, ce qui implique que l'assassinat affecte les résultats des élections.
Après les commentaires du président, le 4 avril, l'ambassadrice du Mexique Raquel Serur Smeke est déclarée persona non grata et le ministère équatorien des Affaires étrangères invoque le principe de "non-intervention" dans les affaires intérieures d'un autre pays et l'article 9 de la Convention de Vienne sur les relations diplomatiques pour demander son départ. Le gouvernement mexicain accorde l'asile politique à Glas après l'expulsion de son ambassadeur. Le président équatorien Daniel Noboa réitère qu'il ne délivrerait pas le sauf-conduit nécessaire pour que Glas quitte le pays.
Le 5 avril, la secrétaire mexicaine aux Affaires étrangères, Alicia Bárcena, appelle le gouvernement équatorien à organiser un passage sûr dès que possible afin que Glas puisse partir pour le Mexique.

## Raid
Le 5 avril 2024, vers 22 h 0, un détachement d'élite de la police nationale équatorienne (en) entre de force dans l'ambassade et arrête Glas. Ils possèdent un bélier et un agent escalade les murs. Ils emmènent Glas au bureau du procureur général, puis à un aéroport pour un vol à destination de Guayaquil, avec l'intention de le transférer dans un établissement à sécurité maximale. L'avocat de Glas déclare que la police donne plusieurs coups de pied à son client alors qu'il résiste à son arrestation et le traîne hors de l'ambassade et impute la responsabilité du sort ultime de Glas au président Noboa. La ministre mexicaine des Affaires étrangères, Alicia Bárcena, déclare également que certains de ses diplomates sont blessés lors du raid.

## Conséquences
Après la nouvelle du raid, le même jour, le président López Obrador annonce sur X la rupture de toutes les relations diplomatiques avec l'Équateur. Le Mexique annonce également son intention de poursuivre l'Équateur devant la Cour internationale de Justice pour violations du droit international.
La ministre équatorienne des Affaires étrangères, Gabriela Sommerfeld (en), défend le raid, affirmant que la décision est prise par le président Noboa après que le gouvernement ait déterminé un "risque de fuite imminent" de la part de Glas et après avoir épuisé toutes les possibilités de dialogue diplomatique avec le Mexique. Sommerfeld ajoute qu'il n'est "pas légal d'accorder l'asile à des personnes reconnues coupables de crimes de droit commun et par des tribunaux compétents".
À la demande des délégations de Colombie et d'Équateur, le Conseil permanent de l'Organisation des États américains (en) se réunira les 9 et 10 avril pour discuter du raid et de ses implications.

## Réactions
Le raid contre l'ambassade provoque ce que le journal The Guardian décrit comme « une vague d'indignation inhabituellement intense de la part de tout le spectre politique en Amérique latine. »

### Internationales
- Chili : Le ministère des Affaires étrangères condamne le raid et la capture de Glas, rappelle les articles de la Convention de Vienne, exprime sa solidarité à tout le personnel diplomatique de l'ambassade et appelle à une résolution rapide de l'incident[19].
- Colombie : Le président Gustavo Petro annonce qu'il demandera des mesures conservatoires en faveur de Glas à la Cour interaméricaine des droits de l'homme et qu'il convoquera également une réunion d'urgence de l'Organisation des États américains pour examiner la violation par l'Équateur de la Convention de Vienne[20].
- France : Le porte-parole adjoint du ministère de l'Europe et des Affaires étrangères, Christophe Lemoine, déclare que « sur l'Équateur, on a effectivement condamné toute violation de la convention de Vienne [...] et nous avons appelé au respect de celle-ci »[21].
- Nicaragua : Le gouvernement condamne la violation du droit international, rompt ses relations diplomatiques avec le gouvernement équatorien et exprime sa solidarité avec le Mexique[22].
- États-Unis : Le Département d'État déclare condamner toute violation de la Convention de Vienne et appelle l'Équateur et le Mexique à résoudre leur différend.

### Supranationales
- Organisation des États américains : Le bloc rejette l'incursion policière dans l'ambassade et propose une réunion de son Conseil permanent. Il appelle également au dialogue entre les deux parties et exprime sa solidarité avec les diplomates mexicains[23],[24].
- Union européenne : Le bloc condamne l'assaut et souligne l'importance du respect de la Convention de Vienne sur les relations diplomatiques entre les États. Le porte-parole de l'UE, Peter Stano, déclare que toute violation des locaux d'une mission diplomatique constitue une violation de la Convention de Vienne et doit être rejetée. L'UE souligne que la sauvegarde de l'intégrité et du personnel des missions diplomatiques est cruciale pour la stabilité et la coopération internationales, faisant écho aux sentiments du chef de la politique étrangère de l'UE, Josep Borrell, qui appelle au respect du droit diplomatique international[25].
- Nations unies : Le porte-parole Stéphane Dujarric déclare que le secrétaire général António Guterres est « alarmé » par cet incident et réaffirme le principe cardinal de l'inviolabilité des locaux et du personnel diplomatiques et consulaires. Guterres appelle également à la modération et exhorte les deux pays à résoudre leurs différends de manière pacifique[26].